# Listener
Pour les articles homonymes, voir Auditeur.
Ne doit pas être confondu avec The Listener.
Le listener, en français écouteur ou encore auditeur, est un terme anglais utilisé de façon générale en informatique pour qualifier un élément logiciel qui est à l'écoute d'évènements afin d'effectuer des traitements ou des tâches.
On distingue notamment :
- l'écoute sur des serveurs informatiques ;
- l'écoute en programmation événementielle

## Écouteurs de ports
Dans le domaine des réseaux informatiques, les serveurs exécutent des logiciels qui se mettent à l'écoute de clients sur un port donné et qui s'y connectent. En phase de production, ce type de programme s'exécute typiquement en tant que service (ou démon sous système Unix) afin de traiter un événement (recevoir des données par exemple).
On retrouve le concept d'écouteur dans de nombreux logiciels, tels que des serveurs web (Apache, IIS), de messagerie ou des SGBD (Oracle, MySql…), des serveurs FTP etc.

## Écouteurs en programmation événementielle
Le concept d'écouteur ou d'auditeur est également utilisé de façon interne dans un logiciel en application du paradigme de programmation événementielle. L'écouteur désigne la partie du logiciel qui est en attente d'un événement déclenché par ailleurs. 
Un exemple classique est un clic de souris de l'utilisateur sur le bouton d'une interface graphique. Lorsque cela se produit, un événement est déclenché et les écouteurs attendant ce type d'événements réagissent en affichant par exemple un message à l'utilisateur.
On retrouve ce mécanisme d'écoute dans les langages supportant la programmation événementielle comme le C++, Java…